# Lysimachia lancifolia
Lysimachia lancifolia är en viveväxtart som beskrevs av William Grant Craib. Lysimachia lancifolia ingår i släktet lysingar, och familjen viveväxter. Inga underarter finns listade i Catalogue of Life.